# Горній Бргат
42°38′ пн. ш. 18°10′ сх. д. / 42.64° пн. ш. 18.16° сх. д.
Горній Бргат (хорв. Gornji Brgat) — населений пункт у Хорватії, у Дубровницько-Неретванській жупанії у складі громади Жупа Дубровацька.

## Населення
Населення за даними перепису 2011 року становило 199 осіб.
Динаміка чисельності населення поселення: